# 니나 윌리엄스
니나 윌리엄스(Nina Williams, 일본어: ニーナ・ウィリアムズ 니나 위리아무즈[*])는 철권 시리즈의 캐릭터이다. 동생 안나 윌리엄스와는 라이벌이다.

## 스토리
철권 1
일류 암살자인 아빠에게 어릴 적부터 암살술을 배웠으며, 자신도 일류 암살자가 된 니나는 미시마 재벌의 우두머리 미시마 헤이하치의 암살 의뢰를 받고 대회에 참가한다.
철권 2
서로 죽일 만큼 싸움을 할 정도로 사이가 나쁜 여동생 안나와 대회중에 만나며 싸움에 열중하는 나머지 임무에 실패하며 안나와 결말이 나지 않고 결국 끝난다. 여동생과의 결말을 내기 위해서(우선 미시마 헤이하치 암살 임무를 위해서) 대회에 참가한다.
철권 3
하지만 헤이하치 암살에 실패한다. 미시마 재벌에게 잡히며 콜드 슬리프 시작기의 실험대가 된다. 그로부터 약 20년 후, 온세계에서는 ‘투신’에 의한 사건이 다발하며 ‘투신’의 영향을 받고 콜드 슬리프로부터 깨지만 실험 뒤에 후유증으로 기억을 잃는다. ‘투신’에 조종되는 채로 카자마 진을 표적으로 대회에 참가한다.
철권 4
대회 후에도 기억은 돌아오지 않고 암살자로 사건을 계속 청부를 받는다. 그런 어느 때에, 어느 마피아의 의뢰로 표적인 복서 스티브 폭스를 따라서 대회에 참가한다.
철권 6
대회 중, 스티브가 자신의 아들이라는 것을 알지만 특별한 감정은 없었다. 의뢰주인 마피아도 체포되며 스티브를 노리는 이유도 없어진다. 그 후, 자신의 여동생이라고 말하는 안나와 수년만에 만난다(안나도 니나와 함께 냉동 인간 실험의 피험자가였지만, 기억을 잃은 듯한 후유증은 없다). 안나의 얼굴을 본 순간 기억이 되살아나며, 안나와 수일간 사투를 이었지만, 결말이 나지 않고 끝났다. The king of iron fist tournament5에서 안나와의 사투에 이긴 니나 윌리엄스는 미시마 재벌의 공작원으로 스카우트되며 온 세계에서 공작 활동을 시작했다. 제6회 대회의 참가가 결정되며 카자마 진을 노리는 자를 처리하기 위해서 참가한다.
기본적으로는 자신의 심정이나 사물의 선악에 관계없이 자신을 고용한 고객의 의지에 기초를 둬서 행동하며, 계약외의 인간 관계에는 무관심하거나 정관을 믿는 비즈니스 같은 성격으로 뜨거워지기 쉬운 여동생과는 다르며 잘 동요하지 않지만 앞에서 말한 대로 안나가 조금이라도 관계해오면 가령 임무중이였다고 해도 자매 싸움에 흥겨워하며 여동생이 조금이라도 자신보다 웃도는 부분이 있다면 봐주지 않는다는 어린이 같은 한쪽 면도 있다.

## 그 외
《철권 5》의 엔딩에서는 안나에게 알쫑거리는 영화 스태프들을 사전에 준비하고 있던 폭탄을 원격 조작으로 폭파시켜서 여동생과 함께 날려보내며 《철권 6》의 엔딩에서는 기습을 걸어온 안나에게 원수를 갚으려다 당한 도리어 후에 립스틱으로 안나의 얼굴에 낙서를 하는 등, 때로는 과격하게, 때로는 장난스럽게 안나를 괴롭히고 있다.
《철권 7》에서는 철권중을 이끄는 카자마 진을 수색하고 있었지만, 그 한 가운데에 미시마 헤이하치가 재벌 본부로 나타나며, 격전의 끝에 패배한다. 미시마 재벌을 새로 세우기 위해서 그의 아래로 붙게 된다. 그 후, 카자마 진 회수 작전에 실패했기 때문에 미시마 재벌로부터 이탈하게 된다. 새로운 고객으로부터 마피아의 간부가 모이는 결혼삭에 가짜 신부로 출석해서 목표를 말살하라는 의뢰를 받는다. 작전은 성공했지만 그 직후 사태 수습을 하러가던 철권중에게 발견되며 쫓기는 몸이 되었다.. 이것을 영향으로 웨딩 드레스는 엄망진창이 됐다. 스티브의 스토리에서는 이 도주중에 스티브와 만나며 그가 자란 시설과 팔의 상처에 대해서 말했다.
그녀를 주인공으로 한 액션 게임 《데스 바이 디그레이스 - 철권: 니나 윌리엄스》가 플레이스테이션 2로 발매되고 있다.  《철권 3》에서 같은 성우가 재녹음했다.
파치슬로 철권 3rd에서는 진과 행동을 함께 하는 파트너로 등장한다.
기네스 세계 기록 게임판에서 ‘가장 핫한’ 여성 격투 캐릭터로 선발됐다.

## 같이 보기
- 철권 시리즈

### 내용주
1. ↑  샤를로트 베르 명의
2. ↑  냉동 인간이였던 기간 중에 변모됐을 수도 있다.

### 참조주
1. ↑  유튜브 “철권 7” 모드 소개 트레일러
2. ↑  《Guinness World Records, Gamers Edition 2008》 [기네스 세계 기록, 게임판 2008]. 2008. 81쪽. ISBN 978-1-904994-20-6.